# Slaget ved Trasimenosøen
Slaget ved Trasimenosøen var et slag under den Anden Puniske Krig, som blev udkæmpet den 21. juni 217 f.Kr. mellem en karthaginsk styrke – under ledelse af Hannibal Barkas – og en romersk hær, der var ledet af Gajus Flaminius. Slaget fandt sted på den nordlige bred af Trasimenosøen, syd for Cortona, og resulterede i et stort nederlag for romerne.
Krig var brudt ud mellem den Romerske Republik og Karthago tidligt i 218 f.Kr. Hannibal – der kontrollerede de karthaginske territorier i det sydøstlige Iberien – havde marcherede en hær gennem Gallien, krydsede Alperne og var ankom til det Cisalpinske Gallien (Norditalien) senere samme år. Romerne skyndte sig at marchere forstærkninger nordpå fra Sicilien, men led et stort nederlag i forbindelse med Slaget ved Trebia.
Det følgende forår placerede romerne en hær på hver side af Apenninerbjergene, men blev overraskede, da en karthaginsk hær på mere end 50.000 mand krydsede bjergkæden ad en vanskelig, men ubevogtet rute. Karthagerne bevægede sig sydpå ind i Etrurien, plyndrede, jævnede landsbyer med jorden og dræbte alle mænd, de stødte på. Flaminius, der havde kommandoen over den nærmeste romerske hær, satte efter dem. Hannibal arrangerede derpå et baghold ved den nordlige bred af Trasimenosøen og fangede romerne. Da karthagerne angreb uventet fra flanken og bagfra – muligvis i dårlig sigtbarhed – var der ingen chance for romerne til at danne selv en rudimentær kamplinje, og de blev besejret efter tre timers hård kamp. Det lykkedes ikke karthagerne at indeslutte de 6.000 romere forrest i kolonnen, som undslap. Senere på dagen blev disse dog omringet af forfølgende karthagere og overgav sig. Således blev næsten alle 25.000 romere i Flaminius' hær dræbt eller taget til fange. Denne tilintetgørelse af en hel hær, som følge af et baghold fra en anden hær, betragtes bredt som en enestående begivenhed. Flere dage senere udslettede karthagerne ligeledes hele kavaleristyrken fra den anden romerske hær, som endnu ikke var klar over den tidligere katastrofe.
Karthagerne marcherede derefter mod Syditalien i håb om at vinde nogle af de etniske græske og italiske bystater derover på deres side. Nyheden om nederlaget skabte panik i Rom og førte til valget af Quintus Fabius Maximus Verrucosus som diktator. Da romerne blev utålmodige over Fabius Maximus' Fabianske strategi – som gik ud på at undgå store slag – valgte romerne efterfølgende Lucius Paullus og Gajus Varro som konsuler. Disse mere aggressive hærførere engagerede Hannibal i forbindelse med Slaget ved Cannae i 216 f.Kr., hvilket resulterede i en tredje og endnu værre katastrofe for Rom. Dette blev efterfulgt af yderligere tretten års krig.